# Mujeres (álbum)
Mujeres es el tercer álbum del cantautor cubano Silvio Rodríguez. Se trata de un disco de canciones de amor grabadas de manera acústica, a guitarra y con arreglos simples. Sin embargo, a diferencia de su anterior disco, Al Final de Este Viaje, aquí realiza más juegos con las guitarras, con arpegios y solos más elaborados.

## Lista de canciones
Todas las canciones escritas y compuestas por Silvio Rodríguez. 
| Lado A |                      |          |  |
| N.º    | Título               | Duración |  |
| 1.     | «Mujeres»            | 4:20     |  |
| 2.     | «En estos días»      | 2:44     |  |
| 3.     | «Ya no te espero»    | 4:06     |  |
| 4.     | «¿Qué hago ahora?»   | 2:03     |  |
| 5.     | «Río»                | 2:14     |  |
| 6.     | «Te doy una canción» | 3:05     |  |

| Lado B |                                                |          |  |
| N.º    | Título                                         | Duración |  |
| 7.     | «Cierta historia de amor»                      | 3:05     |  |
| 8.     | «¿A dónde van?»                                | 4:35     |  |
| 9.     | «Hoy no quiero estar lejos de casa y el árbol» | 2:32     |  |
| 10.    | «Esto no es una elegía»                        | 3:03     |  |
| 11.    | «Aceitunas»                                    | 2:48     |  |
| 12.    | «Y nada más»                                   | 3:05     |  |

## Créditos
- Producción: Frank Fernández Tamayo y Silvio Rodríguez